# تشارلز روزين (كاتب)
تشارلز روزين (بالإنجليزية: Charles Rosen)‏ هو عازف بيانو وصحفي وملحن وموسيقي وكاتب أمريكي، ولد في 5 مايو 1927 في مانهاتن في الولايات المتحدة، وتوفي بنفس المكان في 9 ديسمبر 2012.

## وصلات خارجية
- تشارلز روزين على موقع IMDb (الإنجليزية)
- تشارلز روزين على موقع ميوزك برينز (الإنجليزية)
- تشارلز روزين على موقع ديسكوغز (الإنجليزية)
- تشارلز روزين على موقع قاعدة بيانات الفيلم (الإنجليزية)